# 加藤賢三
加藤 賢三（かとう けんぞう、1980年9月28日 - ）は、愛知県出身のアマチュアレスリング選手である。自衛隊所属。
星城高校では国体グレコローマン130kg級などで優勝。大東文化大学進学後も、1999年よりJOCジュニア連覇、2000年世界ジュニア選手権8位入賞、2001年より全日本学生選手権97kg級連覇など活躍。
2003年、世界選手権に初出場。しかし2004年のアテネ五輪出場は逃した。
2005年、2007年の世界選手権に出場。2007年は5位に入賞。
2008年、北京オリンピック出場。グレコローマン96kg級1回戦敗退。